# Floret (material)
Floret je preja iz daljših česanih vlaken naravne svile.